# إيليزا بينيت
إيليزا هوب بينيت (بالإنجليزية: Eliza Hope Bennett)‏ وهي ممثلة ومغنية إنجيليزية بريطانية ولدت في يوم 17 مارس 1992 في مدينة ردينغ في بيركشاير في إنجلترا في المملكة المتحدة مثلت في فلم إنكهارت وفروم تايم تو تايم.

## روابط خارجية
- إيليزا بينيت على موقع IMDb (الإنجليزية)
- إيليزا بينيت على موقع ألو سيني (الفرنسية)
- إيليزا بينيت على موقع أول موفي (الإنجليزية)
- إيليزا بينيت على موقع قاعدة بيانات الأفلام السويدية (السويدية)
- إيليزا بينيت على موقع قاعدة بيانات الفيلم (الإنجليزية)
- إيليزا بينيت على موقع كينوبويسك (الروسية)